# Mycale lilianae
Mycale lilianae är en svampdjursart som beskrevs av Carballo och L. Hajdu 1998. Mycale lilianae ingår i släktet Mycale och familjen Mycalidae. Inga underarter finns listade i Catalogue of Life.